# Carlsberg Group

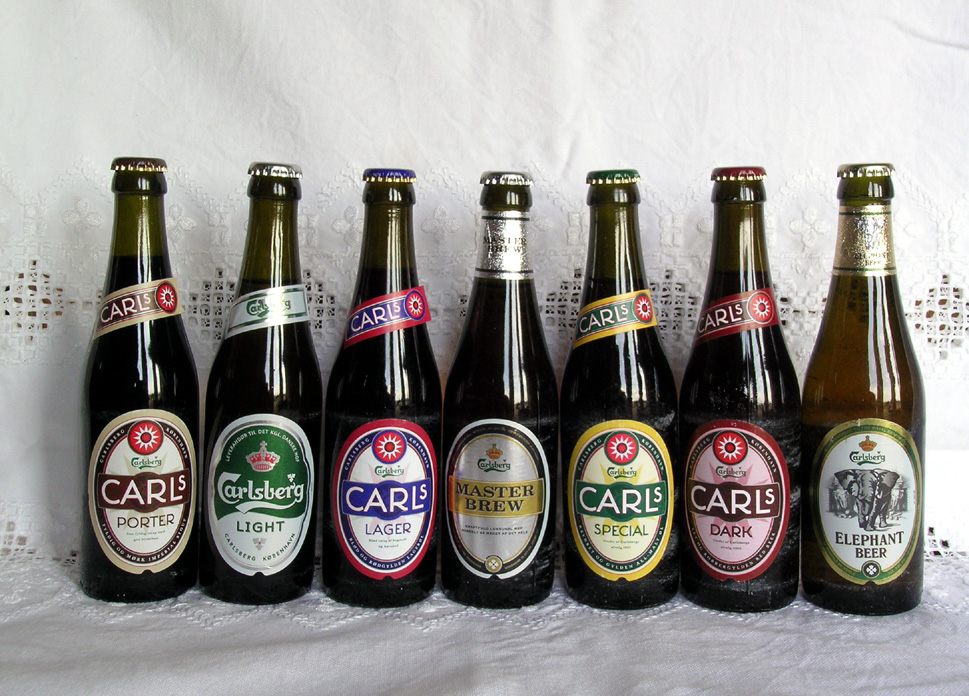
Bebidas da empresa.

Carlsberg Group ou Carlsberg, é um conglomerado de cervejarias multinacional da Dinamarca. É reconhecido mundialmente pelas marcas Carlsberg, Tuborg, Kronenbourg 1664, Grimbergen e Somersby. Foi fundado em 1847 por Jacob Christian Jacobsen em Copenhague e atualmente possui mais de 500 rótulos e é a quarta maior empresa do setor em faturamento.

## História
A Carlsberg foi fundada por Jacob Christian Jacobsen, um filantropo e colecionador de artes cujo acervo foi disponibilizado pelo seu filho Carl Jacobsen na Gliptoteca Ny Carlsberg localizada em Copenhague. O primeiro lote foi produzido em 10 de Novembro de 1847 e a exportação das cervejas começaram em 1868 com o primeiro lote enviado para Edimburgo, Escócia. Alguns dos primeiros logotipos da empresa eram feitos com elefantes e suásticas, que foram abandonadas após a ascensão do Partido Nazista em diversas partes da Europa.

## Marcas
A Carlsberg detém os direitos de mais de 500 rótulos e marcas de cerveja. É reconhecida mundialmente pelas marcas Carlsberg, Tuborg, Kronenbourg 1664, Grimbergen e Somersby. Outras marcas regionais do portfólio da empresa incluem:
- Holsten (Internacional)
- Baltika (Rússia)
- Saku (Estônia)
- Super Bock (Portugal)

## Patrocínios
A Carlsberg foi uma das principais patrocinadoras da Euro 2004, da UEFA Euro 2008, da UEFA Euro 2012 e também da UEFA Euro 2016. Foi patrocinadora do clube de futebol Liverpool de 1992 até 2010.
O Instituto Niels Bohr que pertence ao Instituto Niels Bohr de Astronomia, Física e Geofísica da Universidade de Copenhague, que foi um dos principais centros internacionais nos anos 1920 à 1930 da física teórica e autoproclamado o local de nascimento da mecânica quântica, foi fundado com recursos significativos da Fundação Carlsberg. Após ser laureado com o Nobel de Física de 1922, Bohr recebeu de presente da Cervejaria Carlsberg uma casa próximo à cervejaria, que possuía uma torneira com cerveja abastecida diretamente da cervejaria.

## Ver Também
- Cerveja
- Tuborg
- Kronenbourg